# Оранжевая корова (мультсериал, 2018)
«Оранжевая корова» — российский мультсериал для детей, созданный анимационной студией «Союзмультфильм» в сотрудничестве с Cyber Group Studios в 2018 году.

## Персонажи

### Главные герои
- Зо (Зоя) — семилетняя дочка Мамы Коровы и Папы Быка, первоклассница. Зо сообразительна и хорошо учится, к тому же активна и обожает приключения. Она не склонна грустить или обижаться на друзей и родных. Непоседа Зо очень любит танцевать, петь и наряжаться, следит за модой, мечтает поскорее вырасти и стать знаменитой артисткой!

- Бо (Боря) — пятилетний послушный сынок Мамы Коровы и Папы Быка. Бо любознательный, мечтательный, добрый и очень творческий ребёнок. Он любит чтение, хорошо рисует и поет, разыгрывает целые представления со своими игрушками.

- Мама Корова (Ма) — любимая мама Зо и Бо, самая красивая и добрая на свете. Ласковая, терпеливая, всегда готова обнять и пожалеть любимых детей, посмеяться вместе с ними. Мама знает ответ на каждый сложный вопрос ребёнка и поможет советом в любой непростой ситуации. Она талантлива во всем: увлекается кулинарией, рукоделием, прекрасно водит машину и может сделать ремонт.

- Папа Бык (Па) — любимый папа Зо и Бо, добрый и справедливый глава семейства. Папа сильный, смелый, спортивный. Любит проводить время с детьми, легко соглашается поиграть с ними в футбол или построить шалаш. Так же легко может что-то постирать или приготовить.

### Второстепенные герои
- Муся — серая с тёмно-серыми пятнами, городская кошечка, подружка и одноклассница Зо. Послушная, спокойная и ласковая девочка, но иногда может показать характер.

- Федя (Фёдор) — семилетний щенок таксы, маленький задира, одноклассник Зо и Муси. Городской «гопник»: любит рассказывать сверстникам сказки о своем бесстрашии.

- Коля (Николай Хряков) — четырехлетний деревенский поросёнок, сосед и друг Зо и Бо. Коля весёлый, подвижный и очень разговорчивый мальчик. Часто попадает в затруднительные и неловкие ситуации, но всегда находит выход из них. Влюблён в Зо.

- Харитон Харитонович Хряков — дедушка Коли, фокусник на пенсии (является потомственным циркачом) и очень артистичный персонаж. Обожает своего внука и с другими детьми отлично ладит. Умеет появляться неожиданно, как настоящий фокусник, любит рассказывать ребятне интересные истории и удивлять трюками. За советом к нему обращаются и дети, и взрослые.

- Лиска (Елизавета, Лиза) — восьмилетняя лесная жительница. Маленькая, но уже хозяйственная. С первого взгляда лапушка и кокетка, на самом деле увлекается изобретательством, мастерит разные машины и механизмы, знает наизусть биографии великих изобретателей.

- Макар — семилетний зайчик, по размеру самый маленький в лесной компании зверей и самый старший ребёнок в многодетной заячьей семье. Справедливый и сердобольный, бесстрашный.

- Миша (Михаил) — десятилетний бурый медведь-сладкоежка. Большой фантазёр, выдумщик и сказочник – не ради выгоды, а ради интереса. Начинает рассказывать историю и не может остановиться, но друзья не обижаются.

- Серый (Серёжа, Сергей) — лесной волчонок, возрастом приблизительно 9 лет. Самый старший среди друзей, безобидный и в чём-то даже нелепый. Стеснительный, хотя всегда готов составить ребятам компанию. Умеет и знает больше остальных, любит читать, знает иностранные языки.

- Дедуля (Дедушка Бык) — дедушка Бо и Зо, муж Ба и отец Папы Быка. Вместе со своей женой совершили 100-й полёт. Помимо всего этого, Дедуля, как он утверждает, побывал на третьем полушарии, научив Бо, Зо и их друга Колю пробовать новые блюда.

- Ба (Бабушка Корова) — жена Дедули, бабушка Бо и Зо и мать Папы Быка. Она, как и её муж, совершили 100-й полёт.

- Лягушки и Гога — живут в пруду деревни, где живут друзья Бо и Зо.

- Тётя Волчица — мать Серого. Милая, приветливая к друзьям сына, готовит вкусное варенье и очень любит сына.

- Тётя Лисица — мать Лиски. Как и в случае с тётей Волчицей, любит свою дочь и приветлива к её друзьям.

- Дворник — известно о том, что он светлый пёс. Отец Сёмы. Знакомый Бо.

- Сёма — светлый щенок. Известно только о том, что он общается на жестовом языке хвоста.

- Тётя Лошадь — оперная певица, которая иногда появляется в компании дяди Лося.

- Брат Макара — младший брат Макара и сын Папы Зайца, родился в серии «Погремушка». Он бывает очень капризным, но если его успокоить, то он весёлый, как и его брат.

- Тётя Медведица — мама медвежонка Миши. Любит своего сына и очень переживает за него, когда он говорит друзьям неправду.

- Папа Медведь — папа Миши. Умеет хорошо учиться, и летать на самолёте.
- Люся — тётушка жирафиха. Умеет работать в летнем лагере.
- Веня
- Луша
- Толик
- Петя
- Зина
- Эдик

## Съёмочная группа
- Креативный продюсер: Алёна Оятьева.
- Художественный руководитель: Елена Чернова.
- Режиссёры: Елена Чернова, Мария Конева, Ирина Эльшанская, Анна Борисова, Катерина Савчук, Андрей Кузнецов, Софья Кравцова, Савва Голубков, Фёдор Кузьмич, Борис Кравченко, Леонид Шмельков, Татьяна Чернилевская, Анастасия Махлина, Ринат Газизов, Илья Мельничук, Ирина Андреева, Мария Вселенская, Варвара Яковлева, Александра Аверьянова, Анна Кузина, Екатерина Куэльяр-Родригес, Владислав Жериков, Мария Чайка, Анна Амосова, Иван Адлай, Александра Беспалова, Полина Морозова, Олег Ким, Александр Проскура, Марис Нигрумов, Анна Жаркова, Дарья Столбецова, Василиса Тикунова, Алина Жураковская, Прохор Жураковский, Залимхан Кашежев, Людмила Лейсблус, Галина Шахова, Григорий Ковалёв, Валерия Каспирович, Дмитрий Домнин, Рафаэль Тер-Саргсян, Данья Мулейс, Константин Феоктистов, Виктория Спирягина, Лилия Мурзагалеева, Лидия Чежина, Вероника Макаренко, Маста Волкова.
- Редакторы: Олег Козырев, Екатерина Карасёва, Мария Черницына, Лидия Утёмова.
- Сценаристы: Алексей Котёночкин, Елена Чернова, Иордан Кефалиди, Алёна Оятьева, Мария Большакова, Анна Юдина, Светлана Мардаголимова, Олег Ким, Алёна Самсонова, Роман Самсонов, Елизавета Симбирская, Елена Шарифуллина, Мария Иванова-Мзокова, Арина Чунаева, Мария Черницына, Марис Нигрумов, Ярослав Юдин, Ольга Харитонова, Лидия Утёмова, Екатерина Кожушаная, Сергей Дубинкин, Натела Рехвиашвили, Александр Алфеев, Эллада Карибова, Ольга Лукас, Лилия Каримова, Ирина Азерская, Елена Фомичева, Олег Бондарев.
- Шеф-редактор: Мария Савиных, Марина Кошевая, Александра Козлова.
- Художники-постановщики: Александр Храмцов, Марина Цукерман, Анна Мелёхина.
- Арт-директор: Юлия Евдокимова.
- Композитор: Александр Зацепин.
- Звукорежиссёры: Артём Фадеев, Николай Хитрук, Павел Ивашинников.
- Аранжировка: Алексей Смирнов, Евгений Турута, Артём Фадеев.
- Запись актёров: Филипп Солонар, Артём Донских, Василий Лапидовский, Кирилл Рогожников.
- Текст песни: Сергей Плотов, Алексей Смирнов.
- Монтаж: Любовь Крижечковская, Сергей Бездетный, Евгений Чатаев, Марина Кириченко, Олег Зайцев, Анастасия Политик, Марсель Шайхаттаров, Максим Фёдоров, Сергей Кириллин, Василиса Студеникина.
- Технический директор: Павел Ледин.
- Линейные продюсеры: Айтач Микаилова, Дарья Каравайцева, Анастасия Дементьева, Леонид Ратнер, Анна Кириченко, Мария Запрягаева.
- Менеджеры производства: Елизавета Шестернёва, Наталья Котова, Юлия Кухаркина, Лолита Хатаева, Ольга Стольникова, Андрей Чурбанов, Владислав Дедышев, Ульяна Маханькова.
- Бухгалтер производства: Лилия Латыпова, Татьяна Лукичева.
- Руководитель 2D направления: Ольга Благова.
- Директор производства: Анна Морякова.
- Креативный директор: Мария Савиных.
- Исполнительные продюсеры: Ольга Благова, Айтач Микаилова, Анастасия Дементьева.
- Продюсеры: Борис Машковцев, Лика Бланк, Юлия Осетинская.
- Генеральные продюсеры: Максим Голубь, Нелея Мариевская, Борис Машковцев, Юлия Осетинская, Юлиана Слащёва.

## Роли озвучивали
| Актёр                           | Роль                                                        |
| ------------------------------- | ----------------------------------------------------------- |
| Екатерина Усачёва               | Зо (Зоя)                                                    |
| Валерия Шевченко                | Зо (Зоя)                                                    |
| Александра Политик              | Бо (Боря)                                                   |
| Миша Румянцев                   | Бо (Боря)                                                   |
| Лариса Брохман                  | Мама Корова, Бабушка Такса                                  |
| Владимир Антоник                | Папа Бык                                                    |
| Владимир Паляница               | Папа Бык                                                    |
| Александр Бейлерян              | Поросёнок Коля                                              |
| Тимур Хмылькин                  | Поросёнок Коля                                              |
| Серафим Каргин                  | Поросёнок Коля                                              |
| Андрей Леонов                   | Дедушка Харитон                                             |
| Мария Хамидуллина               | Зайчик Макар, Сёстры Носорожки (Анжела и Снежана)           |
| Мария Хамидуллина               | Брат Макара                                                 |
| Александра Политик              | Брат Макара                                                 |
| Лариса Брохман                  | Медвежонок Миша                                             |
| Михаил Погодин                  | Медвежонок Миша                                             |
| Тимофей Смирнов                 | Медвежонок Миша                                             |
| Валерия Шевченко                | Лисичка Лиска                                               |
| Олеся Шевченко                  | Лисичка Лиска                                               |
| Елизавета Дмитриева             | Лисичка Лиска                                               |
| Фёдор Парамонов                 | Волчонок Серый                                              |
| Александр Запорожец             | Волчонок Серый                                              |
| Денис Божутин                   | Щенок Федя                                                  |
| Фёдор Парамонов                 | Щенок Федя                                                  |
| Марфа Иванова-Литвиненко        | Кошка Муся                                                  |
| Лина Иванова                    | Мама Кошка                                                  |
| Алексей Смирнов                 | Папа Кот                                                    |
| Лариса Брохман                  | Тётя Овца                                                   |
| Ева Финкельштейн                | Тётя Овца                                                   |
| Диомид Виноградов               | Дядя Носорог, Папа Заяц, Дядя Пёс, Дядя Медведь, Дядя Козёл |
| Татьяна Кравченко               | Бабушка Корова                                              |
| Надежда Подъяпольская           | Бабушка Корова                                              |
| Павел Любимцев                  | Дедушка Бык                                                 |
| Юлия Яблонская                  | Тётя Волчица                                                |
| Алексей Смирнов, Евгений Турута | Хор Лягушек                                                 |
| Ольга Шорохова                  | Тётя Лиса, Тётя Медведица                                   |
| Олеся Закирова-Орешенкова       | Тётя Лошадь                                                 |
| Владимир Паляница               | Дядя Такса                                                  |
| Роман Белов                     | Комментатор                                                 |
| Максим Аверин                   | Маэстро Баран, Антон Палыч                                  |
| Дарья Фролова                   | Люся                                                        |
| Агата Ивашинникова              | Зина                                                        |
| Риана Имаметдинова              | Луша                                                        |
| Тимофей Смирнов                 | Петя                                                        |
| Вилен Ялалетдинов               | Эдик, Веня                                                  |
| Костя Симкин                    | Толик                                                       |

## Награды и фестивали
- Суздаль-2019 — участник конкурсной программы[1]
- Национальная анимационная премия «Икар-2019» — номинация в категории «Супермен»[2]
- Национальная анимационная премия «Икар-2020» — номинация в категории «Эпизод», серия «Я остаюсь»[3][4]
- Национальная анимационная премия «Икар-2022» — номинация в категории «Эпизод», серия «Династия Хряковых» unikino.ru›объявлены-номинанты-анимационной-премии Икар/